# Schwedische Dreiband-Meisterschaft
Die Schwedische Dreiband-Meisterschaft ist die nationale schwedische Meisterschaft in der Karambolagedisziplin Dreiband und wird vom Billardnationalverband Svenska Biljardförbundet (SBF) ausgerichtet. Sie wird seit 1964 im jährlichen Turnus ausgetragen. Der Sieger ist zur Teilnahme an der folgenden Dreiband-Europameisterschaft  qualifiziert.

## Geschichte
Anfänglich wurde das Turnier von Lennart Haag, Sten Hebert und Mats Noren beherrscht, bis dann Anfang der 1980er-Jahre de Ära der Blomdahls begann. Vater Lennart, der ewige Zweite, konnte schon 1975 einmal das Turnier gewinnen und dies 1993 und 1994 wiederholen, bevor sein Sohn Torbjörn dann, erst 20-Jährig, 1982 seinen ersten Nationaltitel gewann und bis dato zum unangefochten Dreiband-König Schwedens wurde und das Turnier bis 2019 insgesamt 29 Mal gewann. Lennart gewann weitere Silbermedaillen, mit Bronze 2010 seine letzte Medaille und zog sich dann 2012 vom Turnier zurück. Michael Nilsson musste erst sieben Mal Zweiter werden, erstmals 1997, und 10 Jahre warten, bevor er es 2007 schaffte, Torbjörn Blomdahl im Finale zu schlagen und sich seine erste von vier Goldmedaillen sichern.

## Turnierstatistik
Aus den Anfangsjahren sind nur wenige Daten bekannt. Es ist nur der Generaldurchschnitt (GD) des Siegers bekannt. Angaben zur Höchstserie (HS) oder Einzeldurchschnitt (ED) sind nicht vorhanden. Bei den Angaben zum (Austragungs)-Ort handelt es sich entweder um eine Stadt oder einen Club. Bis 2018 wurde der 3. Platz ausgespielt, seit 2019 werden beide Halbfinalisten mit Bronze ausgezeichnet.
| Nr.                     | Jahr | Ort            | Gold              | GD    | Silber            | Bronze            |
| ----------------------- | ---- | -------------- | ----------------- | ----- | ----------------- | ----------------- |
| 1                       | 1964 | ?              | Lennart Haag      | ?     | Lennart Blomdahl  | H. Skoglund       |
| 2                       | 1965 | ?              | Lennart Haag      | ?     |                   |                   |
| 3                       | 1966 | ?              | Lennart Haag      | ?     | Sten Hebert       | H. Skoglund       |
| 4                       | 1967 | ?              | Sten Hebert       | 0,574 |                   |                   |
| 00001968–1969 unbekannt |      |                |                   |       |                   |                   |
| 4                       | 1970 | ?              |                   | ?     | Nils Bäckman      | I. Persson        |
| 5                       | 1971 | ?              | Sten Hebert       | ?     | Lennart Haag      | Bo Sternberg      |
| 6                       | 1972 | ?              | Lennart Haag      | ?     |                   |                   |
| 7                       | 1973 | Stockholm      | Sten Hebert       | 0,833 | Bengt Bäckman     | Mats Noren        |
| 8                       | 1974 | Stockholm      | Sten Hebert       | 0,755 | Bengt Bäckman     | Lennart Blomdahl  |
| 9                       | 1975 | Stockholm      | Lennart Blomdahl  | 0,912 | Sten Hebert       | Mats Noren        |
| 10                      | 1976 | BKB            | Mats Noren        | 0,903 | Sten Hebert       | Lennart Blomdahl  |
| 11                      | 1977 | Östermalm      | Mats Noren        | 1,035 | Bo Sternberg      | Ulf Ling          |
| 12                      | 1978 | Helsingborg    | Lennart Blomdahl  | 1,023 | Mats Noren        | Bengt Bäckman     |
| 13                      | 1979 | Lund           | Mats Noren        | 0,997 | Lennart Blomdahl  | Torbjörn Johnsson |
| 14                      | 1980 | ÖBC            | Mats Noren        | 1,007 | Lennart Blomdahl  | Häkan Brorell     |
| 15                      | 1981 | Östermalm      | Mats Noren        | 0,923 | Torbjörn Blomdahl | Sten Hebert       |
| 16                      | 1982 | Söderbiljarden | Torbjörn Blomdahl | 1,108 | Lennart Blomdahl  | Mats Noren        |
| 17                      | 1983 | Örestad        | Torbjörn Blomdahl | ?     |                   |                   |
| 18                      | 1984 | BKB            | Torbjörn Blomdahl | ?     |                   |                   |
| 19                      | 1985 | Nedre Grand    | Torbjörn Blomdahl | ?     |                   |                   |
| 20                      | 1986 | Östercenter    | Lennart Blomdahl  | 1,060 | Torbjörn Blomdahl | Bo Frank          |
| 21                      | 1987 | Stockholm      | Torbjörn Blomdahl | 1,379 | Lennart Blomdahl  | Torbjörn Johnsson |
| 22                      | 1988 | BK Milen       | Torbjörn Blomdahl | 1,410 | Lennart Blomdahl  | J. Afrell         |
| 23                      | 1989 | Lund           | Torbjörn Blomdahl | 1,492 | Lennart Blomdahl  | Torbjörn Johnsson |
| 24                      | 1990 | Stockholm      | Torbjörn Blomdahl | ?     | Lennart Blomdahl  | Michael Nilsson   |
| 25                      | 1991 | Malmö          | Torbjörn Blomdahl | 1,795 | Lennart Blomdahl  | Michael Nilsson   |
| 26                      | 1992 | Stockholm      | Torbjörn Blomdahl | ?     | Lennart Blomdahl  | ?                 |
| 27                      | 1993 | Östercenter    | Lennart Blomdahl  | ?     | Torbjörn Blomdahl | Peter Lohmander   |
| 28                      | 1994 | Stockholm      | Lennart Blomdahl  | ?     | Mats Noren        | ?                 |
| 29                      | 1995 | Helsingborg    | Björn Lohmander   | ?     | Lennart Blomdahl  | Mats Noren        |
| 30                      | 1996 | Malmö          | Mats Noren        | 1,249 | Lennart Blomdahl  | Michael Nilsson   |
| 31                      | 1997 | Löddeköpinge   | Torbjörn Blomdahl | 1,483 | Michael Nilsson   | Lennart Blomdahl  |
| 32                      | 1998 | Malmö          | Torbjörn Blomdahl | 1,448 | Mats Noren        | David Persson     |
| 33                      | 1999 | Malmö          | Torbjörn Blomdahl | 1,735 | Michael Nilsson   | Mats Noren        |
| 34                      | 2000 | Helsingborg    | Torbjörn Blomdahl | 1,757 | Michael Nilsson   | Mats Noren        |
| 35                      | 2001 | Malmö          | Torbjörn Blomdahl | 1,523 | Michael Nilsson   | Nalle Olsson      |

| Nr. | Jahr | Ort                     | Gold                    | GD                      | Silber                  | GD                      | Bronze                         | GD                      | Ref.   |
| 36  | 2002 | Malmö                   | Torbjörn Blomdahl       | 1,751                   | Michael Nilsson         | 1,121                   | Björn Lohmander                | 0,962                   | [ 2 ]  |
| 37  | 2003 | Löddeköpinge            | Torbjörn Blomdahl       | 1,601                   | Michael Nilsson         | 1,356                   | Mats Noren                     | 1,083                   |        |
| 38  | 2004 | Löddeköpinge            | Torbjörn Blomdahl       | 1,738                   | Mats Noren              | 0,969                   | Lennart Blomdahl               | 0,841                   |        |
| 39  | 2005 | Löddeköpinge            | Torbjörn Blomdahl       | 1,818                   | Michael Nilsson         | ?                       | Nalle Olsson                   | ?                       |        |
| 40  | 2006 | Löddeköpinge            | Michael Nilsson         | ?                       | Torbjörn Blomdahl       | ?                       | ?                              | ?                       |        |
| 41  | 2007 | Malmö                   | Torbjörn Blomdahl       | ?                       | Michael Nilsson         | ?                       | Nalle Olsson                   | ?                       |        |
| 42  | 2008 | Helsingborg             | Michael Nilsson         | ?                       | Torbjörn Blomdahl       | ?                       | Nalle Olsson                   | ?                       |        |
| 43  | 2009 | Frostavallen            | Torbjörn Blomdahl       | ?                       | Michael Nilsson         | ?                       | Björn Lohmander                | ?                       |        |
| 44  | 2010 | Malmö                   | Michael Nilsson         | 1,388                   | Torbjörn Blomdahl       | 1,731                   | Lennart Blomdahl               | 0,914                   |        |
| 45  | 2011 | Helsingborg             | Torbjörn Blomdahl       | ?                       | David Pennör            | ?                       | Michael Nilsson                | ?                       |        |
| 46  | 2012 | Malmö                   | Torbjörn Blomdahl       | 1,38-                   | David Pennör            | 1,08-                   | Michael Nilsson                | 1,16-                   | [ 3 ]  |
| 47  | 2013 | Helsingborg             | Michael Nilsson         | 1,479                   | Torbjörn Blomdahl       | 1,532                   | Nalle Olsson                   | 1,171                   | [ 4 ]  |
| 48  | 2014 | Malmö                   | Torbjörn Blomdahl       | 1,781                   | Michael Nilsson         | 1,323                   | Nalle Olsson                   | 1,120                   | [ 5 ]  |
| 49  | 2015 | Örebro                  | Torbjörn Blomdahl       | 1,939                   | Peter Lohmander         | 1,098                   | David Pennör                   | 1,140                   | [ 6 ]  |
| 50  | 2016 | Helsingborg             | Torbjörn Blomdahl       | 1,938                   | Michael Nilsson         | 1,714                   | David Pennör                   | 1,203                   | [ 7 ]  |
| 51  | 2017 | Stockholm               | Torbjörn Blomdahl       | 1,800                   | Nalle Olsson            | ?                       | Mattias Enerdal                | ?                       |        |
| 52  | 2018 | Helsingborg             | David Pennör            | 1,678                   | Torbjörn Blomdahl       | 1,500                   | Nalle Olsson                   | 1,267                   | [ 8 ]  |
| 53  | 2019 | Stockholm               | Torbjörn Blomdahl       | 1,875                   | Björn Lohmander         | ?                       | David Pennör Nalle Olsson      | ?                       |        |
| –   | 2020 | Wegen COVID-19 abgesagt | Wegen COVID-19 abgesagt | Wegen COVID-19 abgesagt | Wegen COVID-19 abgesagt | Wegen COVID-19 abgesagt | Wegen COVID-19 abgesagt        | Wegen COVID-19 abgesagt | [ 9 ]  |
| 54  | 2021 | Helsingborg             | Michael Nilsson         | 1,593                   | David Pennör            | 1,095                   | Nalle Olsson Torbjörn Blomdahl | 1,217 1,960             | [ 10 ] |
| 55  | 2022 | Stockholm               | Torbjörn Blomdahl       | 2,222                   | Michael Nilsson         | 2,154                   | David Pennör Mattias Enerdal   | 1,356 1,000             | [ 11 ] |
| 56  | 2023 | Stockholm               | Michael Nilsson         | ?                       |                         | ?                       |                                | ?                       |        |
| 57  | 2024 | Stockholm               | Torbjörn Blomdahl       | 1,739                   | David Pennör            | 1,126                   | Michael Nilsson                | 1,393                   |        |
| 57  | 2025 | Helsingor               | Torbjörn Blomdahl       | 1,688                   | Michael Nilsson         | 1,641                   | Nalle Olsson                   | 1,072                   | [ 12 ] |

Quellen: